# Lobo (Camerun)
Lobo è un comune del Camerun, che fa parte del dipartimento di Lekié nella regione del Centro.